# Mario Figueredo
Mario Adalberto Figueredo (nasceu? – faleceu?) foi um ciclista uruguaio. Representou sua nação nos Jogos Olímpicos de Londres 1948, na prova de corrida em estrada: individual e por equipes.